# 塔秀乡 (贵南县)
塔秀乡，是中华人民共和国青海省海南藏族自治州贵南县下辖的一个乡镇级行政单位。

## 行政区划
塔秀乡下辖以下地区：
达茫村、塔秀村、贡哇村、子哈村、加斯村、达龙村、西格村、扎日干村、巴塘新村和贵南黑羊场。